# Campeonato europeo de hockey sobre patines Sub 17 masculino
El Campeonato europeo de hockey sobre patines Sub 17 masculino es una competición de hockey sobre patines que enfrenta a los equipos nacionales formados exclusivamente por jugadores menores de diecisiete años de los países del continente europeo. Se celebra anualmente de forma oficial desde 1982, tras haberse disputado una edición experimental previa en 1981. Está organizado por el Comité Europeo de Hockey Patines (CERH, Comité Européen de Rink-Hockey).

## Historial
| Edición | Año  | Sede                        | Equipos |          | Campeón | Final Resultado | Subcampeón   |      | Tercer lugar | Resultado | Cuarto lugar |
| 0       | 1981 | La Haya, Países Bajos       | 8       | Portugal | Lig.    | Italia          | España       | Lig. | Alemania     |           |              |
| I       | 1982 | Zaandam, Países Bajos       | 8       | Italia   | Lig.    | Portugal        | Países Bajos | Lig. | Alemania     |           |              |
| II      | 1983 | Cascais, Portugal           | 6       | Italia   | Lig.    | España          | Portugal     | Lig. | Francia      |           |              |
| III     | 1984 | Viareggio, Italia           | 7       | Italia   | Lig.    | España          | Alemania     | Lig. | Países Bajos |           |              |
| IV      | 1985 | Palma de Mallorca, España   | 8       | Portugal | Lig.    | Italia          | España       | Lig. | Suiza        |           |              |
| V       | 1986 | Oliveira, Portugal          | 7       | Portugal | Lig.    | Italia          | España       | Lig. | Suiza        |           |              |
| VI      | 1987 | Vercelli, Italia            | 8       | Portugal | Lig.    | España          | Italia       | Lig. | Suiza        |           |              |
| VII     | 1988 | Villeneuve, Francia         | 8       | Italia   | Lig.    | Portugal        | España       | Lig. | Suiza        |           |              |
| VIII    | 1989 | Anadia, Portugal            | 6       | Portugal | Lig.    | Italia          | España       | Lig. | Francia      |           |              |
| IX      | 1990 | Andorra la Vieja, Andorra   | 10      | España   | Lig.    | Portugal        | Italia       | Lig. | Francia      |           |              |
| X       | 1991 | Dusseldorf, Alemania        | 10      | España   | Lig.    | Portugal        | Italia       | Lig. | Francia      |           |              |
| XI      | 1992 | Viareggio, Italia           | 7       | Italia   | Lig.    | Portugal        | España       | Lig. | Suiza        |           |              |
| XII     | 1993 | La Roche sur Yon, Francia   | 11      | España   | Lig.    | Portugal        | Italia       | Lig. | Francia      |           |              |
| XIII    | 1994 | Montreux, Suiza             | 12      | España   | Lig.    | Italia          | Portugal     | Lig. | Francia      |           |              |
| XIV     | 1995 | Igualada, España            | 9       | España   | Lig.    | Portugal        | Francia      | Lig. | Suiza        |           |              |
| XV      | 1996 | Oliveira, Portugal          | 9       | España   | Lig.    | Portugal        | Suiza        | Lig. | Francia      |           |              |
| XVI     | 1997 | Barnsley, Reino Unido       | 9       | España   | Lig.    | Portugal        | Italia       | Lig. | Inglaterra   |           |              |
| XVII    | 1998 | La Roche sur Yon, Francia   | 9       | Portugal | 4:2     | España          | Italia       | 6:3  | Francia      |           |              |
| XVIII   | 1999 | Vasto, Italia               | 9       | Portugal | 3:2     | España          | Suiza        | 4:0  | Italia       |           |              |
| XIX     | 2000 | Duisburgo, Alemania         | 7       | Portugal | Lig.    | España          | Italia       | Lig. | Suiza        |           |              |
| XX      | 2001 | Alcobaça, Portugal          | 9       | España   | 1:0     | Portugal        | Italia       | 6:1  | Suiza        |           |              |
| XXI     | 2002 | Saint Omer, Francia         | 9       | España   | 2:1     | Portugal        | Francia      | 0:0  | Alemania     |           |              |
| XXII    | 2003 | Wimmis, Suiza               | 8       | España   | 3:1     | Portugal        | Suiza        | 3:2  | Italia       |           |              |
| XXIII   | 2004 | Viareggio, Italia           | 7       | España   | Lig.    | Portugal        | Italia       | Lig. | Francia      |           |              |
| XXIV    | 2005 | Quimper, Francia            | 7       | Portugal | Lig.    | España          | Francia      | Lig. | Italia       |           |              |
| XXV     | 2006 | Sesimbra, Portugal          | 8       | España   | 1:0     | Portugal        | Francia      | 4:4  | Alemania     |           |              |
| XXVI    | 2007 | Nantes, Francia             | 9       | España   | 1:0     | Portugal        | Francia      | 1:0  | Alemania     |           |              |
| XXVII   | 2008 | Bassano del Grappa, Italia  | 9       | Portugal | 3:2     | Italia          | España       | 4:1  | Francia      |           |              |
| XXVIII  | 2009 | Dinan, Francia              | 8       | Portugal | 4:1     | España          | Francia      | 5:2  | Italia       |           |              |
| XXIX    | 2010 | Northampton, Reino Unido    | 9       | España   | 5:2     | Portugal        | Inglaterra   | 2:0  | Italia       |           |              |
| XXX     | 2011 | Ginebra, Suiza              | 8       | España   | 6:3     | Portugal        | Italia       | 8:3  | Alemania     |           |              |
| XXXI    | 2012 | Ploufragan, Francia         | 8       | España   | 3:2     | Francia         | Portugal     | 4:1  | Italia       |           |              |
| XXXII   | 2013 | Alcobendas, España          | 10      | Portugal | 6:3     | Francia         | España       | 5:1  | Italia       |           |              |
| XXXIII  | 2014 | Gujan-Mestras, Francia      | 10      | Italia   | 1:0     | España          | Portugal     | 2:0  | Francia      |           |              |
| XXXIV   | 2015 | Luso, Portugal              | 9       | Portugal | Lig.    | España          | Francia      | Lig. | Italia       |           |              |
| XXXV    | 2016 | Mieres, España              | 10      | España   | 5:4     | Portugal        | Francia      | 4:1  | Alemania     |           |              |
| XXXVI   | 2017 | Fanano, Italia              | 10      | Portugal | 0:0     | España          | Italia       | 5:3  | Francia      |           |              |
| XXXVII  | 2018 | Correggio, Italia           | 9       | España   | Lig.    | Portugal        | Francia      | Lig. | Italia       |           |              |
| XXXVIII | 2019 | Torres Vedras, Portugal     | 9       | España   | Lig.    | Portugal        | Italia       | Lig. | Suiza        |           |              |
| XXXIX   | 2021 | Paredes, Portugal           | 6       | España   | Lig.    | Portugal        | Italia       | Lig. | Francia      |           |              |
| XL      | 2022 | San Sadurní de Noya, España | 8       | España   | 7ː6     | Portugal        | Italia       | 2ː0  | Francia      |           |              |
| XLI     | 2023 | Correggio, Italia           | 8       | España   | 7:4     | Portugal        | Italia       | 3:2  | Francia      |           |              |
| XLII    | 2024 | Olot, España                | 8       | Portugal | 5:2     | España          | Italia       | 3:2  | Francia      |           |              |
| XLIII   | 2025 | Gujan-Mestras, Francia      | 7       | Portugal | 3:2     | España          | Italia       | 4:1  | Francia      |           |              |

## Clasificación histórica
El CERH estableció en 2006 un ranking histórico de los Campeonatos de Europa Juveniles o Sub-17, en función de las posiciones de cada selección a partir de 1982, incluyendo la edición preliminar de 1981 aunque no fue oficial. Según la posición en cada campeonato, cada selección recibe una determinada cantidad de puntos, conforme al siguiente baremo:
- Campeón: 13 puntos.
- Subcampeón: 11 puntos.
- Tercer clasificado: 9 puntos.
- Cuarto clasificado: 7 puntos.
- Quinto clasificado: 6 puntos.
- Sexto clasificado: 5 puntos.
- Séptimo clasificado: 4 puntos.
- Octavo clasificado: 3 puntos.
- Noveno clasificado: 2 puntos.
- Clasificados a partir del décimo puesto: 1 punto.

La clasificación actualizada tras disputarse la XLI Edición en 2023 es la siguiente:

| Pos | Equipo       | Participaciones | 1º | 2º | 3º | 4º | 5º | 6º | 7º | 8º | 9º | 10º | 11º | 12º | Puntos |
| 1   | España       | 42              | 23 | 11 | 8  |    |    |    |    |    |    |     |     |     | 492    |
| 2   | Portugal     | 42              | 14 | 24 | 4  |    |    |    |    |    |    |     |     |     | 482    |
| 3   | Italia       | 43              | 6  | 6  | 16 | 9  | 6  |    |    |    |    |     |     |     | 387    |
| 4   | Francia      | 42              |    | 2  | 9  | 16 | 9  | 5  | 1  |    |    |     |     |     | 292    |
| 5   | Suiza        | 40              |    |    | 3  | 9  | 13 | 9  | 3  | 5  |    |     |     |     | 229    |
| 6   | Alemania     | 39              |    |    | 1  | 7  | 6  | 12 | 7  | 5  | 1  |     |     |     | 199    |
| 7   | Inglaterra   | 42              |    |    | 1  | 1  | 3  | 5  | 23 | 9  |    |     |     |     | 174    |
| 8   | Andorra      | 25              |    |    |    |    | 3  | 8  | 3  | 9  | 3  |     |     |     | 103    |
| 9   | Países Bajos | 18              |    |    | 1  | 1  | 1  | 4  | 3  | 4  | 4  |     |     |     | 74     |
| 10  | Austria      | 11              |    |    |    |    |    |    | 1  | 2  | 6  | 2   |     |     | 26     |
| 11  | Bélgica      | 5               |    |    |    |    | 1  | 1  |    |    | 1  | 2   |     |     | 15     |
| 12  | Israel       | 10              |    |    |    |    |    |    |    |    | 5  | 4   | 1   |     | 15     |
| 13  | Escocia      | 1               |    |    |    |    |    |    |    |    | 1  |     |     |     | 2      |
| 14  | Eslovenia    | 1               |    |    |    |    |    |    |    |    |    |     | 1   |     | 1      |
| 15  | Hungría      | 1               |    |    |    |    |    |    |    |    |    |     |     | 1   | 1      |

## Enlaces y referencias
- Comité Europeo de hockey sobre patines

- Datos: Q2949480